# Umbrina reedi
Umbrina reedi és una espècie de peix de la família dels esciènids i de l'ordre dels perciformes.

## Hàbitat
És un peix marí, de clima temperat i bentopelàgic.

## Distribució geogràfica
Es troba al Pacífic sud-oriental: l'Arxipèlag Juan Fernández (Xile).

## Observacions
És inofensiu per als humans.